# Песси и Иллюзия (фильм, 1984)
Песси и Иллюзия (фин. Pessi ja Illusia) — фильм финского режиссёра Хейкки Партанена по одноимённой сказке финского писателя Юрьё Кокко.
Фильм получил премию «Юсси» в пяти различных номинациях, а режиссёр Хейкки Партанен удостоен премии «Юсси» за лучшую режиссуру.
В 1985 году фильм был номинирован как «лучший фильм на иностранном языке» на 57-м вручении кинопремии «Оскар», но не получил поддержки.

## В ролях
| Актёр               | Роль                  |
| ------------------- | --------------------- |
| Аийя Ахво           | Мать-мышь             |
| Рийтта-Аннели Форрс | художник              |
| Раймо Грёнберг      | отец                  |
| Минка-Маийя Халко   | девушка               |
| Сами Кангас         | Песси                 |
| Рауно Кетонен       | отец Илюзиони (голос) |
| Пентти Лахти        | саксофонист           |
| Катерина Лойдова    | жена капитана         |
| Анну Марттила       | Иллюзия               |
| Паули Пёллянен      | ласка                 |
| Ярмо Саволайнен     | пианист               |
| Раббе Смедлунд      | сойка                 |
| Синикка Сокка       | художник              |
| Эса Сувилехто       | солдат Пиенанен       |
| Йорма Уотинен       | паук-кругопряд        |
| Кай Вогт            | пьяный солдат         |